# Ибикунле Акитойе
Ибикунле Альфред Акитое (англ. Ibikunle Akitoye; 1871—1928) — Оба (король) Лагоса с 26 июня 1925 по 1928 год, первый король-христианин.

## Ранние годы
Ибикунле Альфред Акитое, внук Обы Акитое, родился в Лагосе в 1871 году и получил образование в гимназии CMS. Он учился на бухгалтера в немецкой фирме, а затем работал помощником начальника железнодорожной службы. После этого он занялся бизнесом — работал в качестве производственного агента по изготовлению хлопка и текстиля. Есть мнение, что после железнодорожников Акитойе устроился клерком в фирму, принадлежавшую британским купцам, живущим в Лагосе.

## Правление
Политическую карьеру Ибикунле Акитое начал в качестве президента Церкви Объединённой Родной Африки (УНА). Ибикунле Акитое был избран Обой членами Правящего дома Лагоса 26 июня 1925 года, после смещения Эшугбайи Элеко, произошедшего 10 июня 1925 года. Выборы Акитое были признаны британским колониальным правительством 6 августа, а церемония коронации произведена по получении решения правительства 9 августа 1925 года. Свергнутый Эшугбайи Элеко был депортирован в Ойо 8 августа 1925 года, в соответствии с решением британцев.

### Поздние годы и смерть
После вынужденного изгнания Эшугбаи в Ойо, его сторонники, вожди йоруба Абуду Бамгбобу, Элету Одибо, Амоду Тиджани, и Олува стали агитировать за его возвращение. Протесты горожан были организованы и проведены Гербертом Маколеем, использующим ситуацию для противодействия колониальному правительству. В 1926 году на короля Ибикунле Акитое было совершено покушение, но его спасли его же сторонники.
В июне 1928 года Тайный совет Великобритании решил, что свергнутый Эшугбайи Элеко может подать заявление на предоставление Хабеас корпус. Это решение поставило Обу в опасное положение. Огед Маколей, сын Герберта Маколея, отметил, что когда Ибикунле Акитое узнал о решении Тайного совета, король направился к дому Герберта Маколея в Кирстен-холл, чтобы посмотреть на телеграмму из Лондона. Рассмотрев телеграмму, по свидетельствам очевидцев, Акитое пошёл домой и начал выпивать, держа в руках заряженный револьвер. На следующий день Оба был найден мёртвым. Преемником Акитойе стал Сануси Олуси.